# Rena Rolska (1963)
Rena Rolska - siódmy minialbum Reny Rolskiej. Został wydany w 1963 roku przez Polskie Nagrania. Wszystkie utwory zostały nagrane w studio Polskich Nagrań w Warszawie.

## Lista utworów
Strona a:
1. Jak symfonia (Pino Donaggio - Wanda Sieradzka)
2. Skrzypce (Ludmiła Liadowa - Wiktor Maksymkin)

Strona b:
1. Jak to dziewczyna (Stefan Rembowski - Andrzej Bianusz)
2. Jeśli tak (Władysław Szpilman - Helena Kołaczkowska)

## Muzycy
- Rena Rolska - śpiew
- Orkiestra - akompaniament
- Ryszard Damrosz - dyrekcja